# Jesús Palacios Tapias
Jesús Palacios Tapias (San Lorenzo de El Escorial, 1952) es un escritor y periodista español, exdirigente del partido neonazi CEDADE y autor de varios libros sobre historia contemporánea de España.

## Biografía
Nacido en San Lorenzo de El Escorial en 1952, Palacios asistió en 1972 al congreso de la Liga Anticomunista Mundial (WACL) en México, donde, vestido con una camisa parda y una corbata negra, sostuvo ante la audiencia que el marxismo era una herramienta para «instalar la tiranía de los judíos». Durante su juventud fue dirigente de la organización neonazi CEDADE y se desempeñó como su delegado de Relaciones Exteriores. Su hermano Isidro Juan ejerció el cargo de jefe de la delegación madrileña de la organización barcelonesa, establecida el 30 de marzo de 1973, acto en el que Palacios participó como portavoz junto al presidente Jorge Mota. Palacios también participó en un encuentro de la llamada «Internacional Negra» de grupos neofascistas en Baviera. Fue por otra parte editor junto con su hermano de las revistas de ideología nacionalsocialista Ruta Solar y Cuadernos de Cultura Vertical.
Es propietario de la empresa Sarmata S.L., que en 2006 produjo un documental para Telemadrid sobre el 23-F. Hacia 2010 impartió un curso de criminología en la Universidad Complutense de Madrid, en el que intervino como ponente Juan Antonio Aguilar, antiguo miembro de Bases Autónomas, y trabajó como profesor de oratoria en el PP de Castellón.
Como periodista, ha escrito en los semanarios Tiempo, Interviú, Tribuna, Panorama, Más allá de la Ciencia y Próximo Milenio, y en los diarios El Mundo, La Razón y El Periódico de Catalunya, así como en varios digitales. Ha colaborado en La Guerra Civil española mes a mes, editada por El Mundo (2005), y publicado numerosos artículos de investigación en la colección de libros El franquismo año a año. Lo que se contaba y ocultaba durante la dictadura, (El Mundo 2006); y en la colección de 36 volúmenes El camino de la libertad (1978-2008). La democracia año a año, (El Mundo 2008). Para televisión ha producido y dirigido la serie de cuatro documentales ¿Por qué Juan Carlos? (TeleMadrid 2005), y Las claves del 23-F (TeleMadrid 2006). Es contertulio en programas de debate de radio y televisión de Intereconomía, TeleMadrid, Tele5 y Onda Cero.
Preconizador en sus obras en relación con el golpe de Estado de febrero de 1981 (23-F) de una interpretación en cierto modo similar a la después propuesta por la periodista Pilar Urbano, Palacios incidiría en el supuesto «papel ejecutor» del CESID y la pretendida autoría del monarca. La tesis de que el CESID habría sido el culpable único del golpe de Estado sería el principal objetivo a demostrar de su obra 23-F. El golpe del CESID (Planeta, 2001). Su particular metodología en 23-F, el Rey y su secreto (Libros Libres, 2010) le lleva a afirmar que la «historia del 23F es básicamente una historia oral», desechando aparentemente así en gran medida la documentación suministrada por la Causa 2/81. Igualmente, en febrero de 2014, intervino en un especial del programa Cuarto Milenio dirigido por Iker Jiménez, avanzando su interpretación del papel del CESID en el golpe.
Asimismo, es coautor de dos libros sobre Francisco Franco y colaboró en el libro contrario a la Ley de la memoria histórica Memoria histórica, amenaza para la paz en Europa (2023), editado por el Grupo de los Conservadores y Reformistas Europeos del Parlamento Europeo, con textos de figuras afines al partido Vox como Hermann Tertsch, Francisco José Contreras, Stanley G. Payne o Fernando Sánchez Dragó.

## Obras
Autor
- — (1996). Los papeles secretos de Franco. Temas de Hoy.
- — (1999). La España totalitaria. Planeta.
- — (2001). 23 F: El golpe del CESID. Barcelona: Planeta.[12]
- — (2005). Las cartas de Franco. La Esfera de los Libros.[17]
- — (2005). Franco y Juan Carlos. Del franquismo a la Monarquía. Flor del Viento.
- — (2010). 23-F, el Rey y su secreto. Madrid: Libros Libres.[18]

Coautor
- Palacios, Jesús; Payne, Stanley G. (2008). Franco, mi padre: testimonio de Carmen Franco, la hija del Caudillo. La Esfera de los Libros.[19]
- Payne, Stanley G.; Palacios, Jesús (2014). Franco, una biografía personal y política. Espasa Calpe.[20][n. 1]